# Oliver Antman
Oliver Antman né le 15 août 2001 à Vantaa en Finlande, est un footballeur international finlandais qui joue au poste d'ailier droit aux Rangers FC.

## Biographie

### En club
Né à Vantaa en Finlande, Oliver Antman est vu très tôt comme un grand talent dans son pays, le FC Barcelone s'intéresse d'ailleurs à lui alors qu'il n'est âgé que de huit ans. Il évolue alors dans le club de KOPSE et rejoint ensuite plusieurs clubs finlandais dont le HJK Helsinki mais c'est finalement à l'IF Gnistan, en troisième division finlandaise, qu'il commence sa carrière.
En septembre 2018, il rejoint le FC Nordsjælland pour un contrat de trois ans. Il joue son premier match le 30 mars 2019, lors d'une rencontre de championnat face au FC Midtjylland. Il entre en jeu à la place de Mohammed Kudus et les deux équipes se neutralisent (0-0).
Le 20 août 2019, Oliver Antman prolonge son contrat avec le FC Nordsjælland jusqu'en 2024.
Le 19 février 2020, Antman inscrit son premier but pour Nordsjælland face à l'AC Horsens, en championnat. Entré en jeu à la place de Mikkel Damsgaard, il participe à la large victoire de son équipe avec ce but (6-0 score final).
Le 31 janvier 2023, Oliver Antman rejoint les Pays-Bas afin de s'engager en faveur du FC Groningue. Il arrive sous la forme d'un prêt jusqu'à la fin de la saison, avec option d'achat,.
Antman fait son retour au FC Nordsjælland à la fin de son prêt, à l'été 2023.
Le 13 août 2024, Oliver Antman quitte cette fois définitivement le FC Nordsjælland et retourne aux Pays-Bas pour signe un contrat courant jusqu'en juin 2027 avec le Go Ahead Eagles.
Le 4 août 2025, Oliver Antman signe en faveur des Glasgow Rangers pour un contrat de quatre ans, soit jusqu'en juin 2029.

### En sélection
Oliver Antman compte cinq sélections avec l'équipe de Finlande des moins de 19 ans, toutes obtenues en 2019.
Le 3 septembre 2021, Oliver Antman joue son premier match avec l'équipe de Finlande espoirs contre l'Estonie. Il est titularisé et son équipe s'impose par trois buts à zéro.

## Palmarès
Go Ahead Eagles
- Coupe des Pays-Bas (1) :
  - Vainqueur en 2025[14],[15]